# طواف ليموزين 2015
طواف ليموزين 2015 (بالفرنسية: Tour du Limousin 2015)‏  هو سباق دراجات هوائية، وهو الموسم رقم 48 من نفس السباق، وأقيم خلال الفترة 18 أغسطس 2015، وحتى 21 أغسطس 2015، وهو أحد سباقات طواف أوروبا للدراجات 2015، وهو من نوع سباق المرحلة، وقد شارك في السباق 143 متسابقاً.
فاز فيه بالمركز الأول سوني كولبريلي.

## الفرق
| فرق عالمية (3)- AG2R La Mondiale - FDJ - Movistar Team فرق قارية محترفة (11)- Bardiani CSF - Bretagne-Séché Environnement - CCC Development Team ‏ - كاجا رورال-سيغوروس 2015 ‏ - Cofidis, Solutions Crédits - Europcar - رومبوت تشارلز ‏ - ساوث إيست 2015 ‏ - سبورت فلاندرين بالويس 2015 ‏ - نيبو-فيني فانتيني-يوربا أوفيني ‏ - Wanty-Groupe Gobert فرق قارية (5)- أرمي دي تير 2015 ‏ - إتش بي بي تي بي – أوبير 93 ‏ - ديلكو ‏ - Akros–Excelsior–Thömus ‏ - Van Rysel–Roubaix ‏ |  |
| |  |

## المراحل
| المرحلة   | التاريخ | الدورة | type | المسافة (كم) | الفائز بالمرحلة | القائد العام |
| --------- | ------- | ------ | ---- | ------------ | --------------- | ------------ |
| المرحلة 1 | -       |        |      |              |                 |              |
| المرحلة 2 | -       |        |      |              |                 |              |
| المرحلة 3 | -       |        |      |              |                 |              |
| المرحلة 4 | -       |        |      |              |                 |              |

## الفائزون
| الترتيب    | الفائز            |
| ---------- | ----------------- |
| الفائز     | سوني كولبريلي     |
| حسب النقاط | بابتيست بلانكايرت |
| تسلق الجبل | رومان كومبو       |